# تی‌دی‌آراس-۷
تی‌دی‌آراس-۷ (انگلیسی: TDRS-7) یا تی‌دی‌آراس-جی (به انگلیسی: TDRS-G) ماهواره مخابراتی آمریکایی بود که در ۱۳ ژوئیه ۱۹۹۵ توسط ناسا و طی ماموریت اس‌تی‌اس-۷۰ در مدار خود قرار گرفت. این ماهواره بخشی از پروژه ماهواره‌ای سامانه ماهواره‌ای ردیابی و بازپخش داده‌ها ایالات متحده آمریکا بود.